# جوائز الاكاديمية البريطانية السينمائية 76

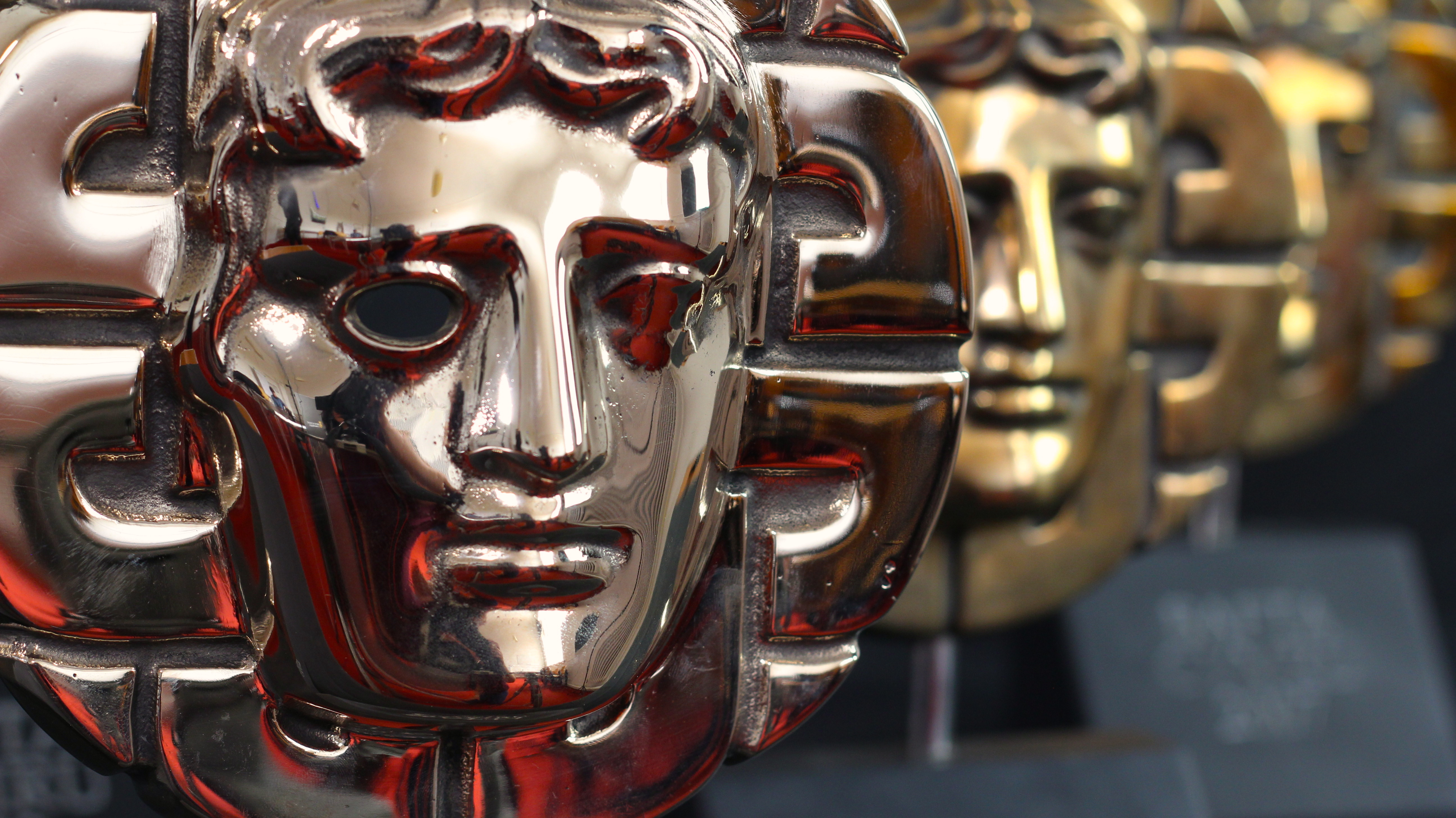
جائزة الأكاديمية البريطانية السينمائية

جوائز الأكاديمية البريطانية للأفلام الـ 76 ، والشهيرة بـ "البافتا"، أقيمت في 19 فبراير 2023 ، لتكريم أفضل الأفلام البريطانية والأجنبية لعام 2022 ،  في قاعة المهرجانات الملكية بمركز ساوث بانك بلندن.
وتقدم الجائزة الأكاديمية البريطانية لفنون السينما والتلفزيون سنويا، وتم توزيع الجوائز على أفضل فيلم روائي طويل وأفلام وثائقية وعرضت في دور السينما البريطانية عام 2022.
أعلنت الأكاديمية البريطانية عن الترشيحات في 19 يناير 2023 عبر بث مباشر ، قدمه الممثلان هايلي أتويل وتويب جيموه ، من مقر مؤسسة الفنون الخيرية في لندن . تم الإعلان عن المرشحين لجائزة النجم الصاعد ، وهي الفئة الوحيدة التي صوت لها الجمهور البريطاني ، في 17 يناير 2023.

## انتقادات
رغم أن قائمة الترشيح النهائية ضمت 40% من أقليات غرقية، إلا أن الفائزين بجائزة "بافتا" كانوا من البيض، ما دفع بانتقادات للجائزة بحسب هيئة الإذاعة البريطانية (بي بي سي).

## أفضل فيلم أجنبي
تلقت الدراما الملحمية المناهضة للحرب "كل شيء هادئ على الضفة الغربية" باللغة الألمانية "All Quiet on the Western Front" أكبر عدد من الترشيحات بأربعة عشر ترشيحا، حيث اقتربت من الرقم القياسي الذي سجله فيلم النمر الرابض والتنين الخفي عام 2000 باعتباره الفيلم الأكثر ترشيحًا باللغة غير الإنجليزية في تاريخ الجائزة. وفازت ملحمة الحرب العالمية الأولى بسبعة من هؤلاء ، بما في ذلك أفضل فيلم وأفضل مخرج ( إدوارد بيرغر ) وأفضل غير انجليزي ، وسجلت رقماً قياسياً جديداً لمعظم جوائز الأكاديمية لفيلم بلغة غير الإنجليزية.
شارك في استضافة الحفل الممثل بافتا والممثل ريتشارد إي جرانت المرشح لجائزة الأوسكار والإعلامية أليسون هاموند ، التي أدارت أيضًا المقابلات وراء الكواليس. اوستضاف المقدمان فيك هوب والناقد السينمائي في إذاعة بي بي سي 1 علي بلامب العرض التمهيدي على السجادة الحمراء . تم بث حفل الجائزة على بي بي سي وبث على مستوى 8 بلدان.

## الفائزون والمرشحون
كشفت الأكاديمية عن القائمة الطويلة في 6 يناير 2023 ، وضمت القائمة ما بين عشرة إلى ستة عشر مرشحًا في كل فئة. تم الإعلان عن المرشحين في 19 يناير 2023. تم الإعلان عن الفائزين في 19 فبراير 2023.

### الجوائز
يتم إدراج الفائزين أولاً ويتم تمييزهم بخط عريض .
|  |  |  |
|  |  |  |
|  |  |  |
|  |  |  |